# Operalia

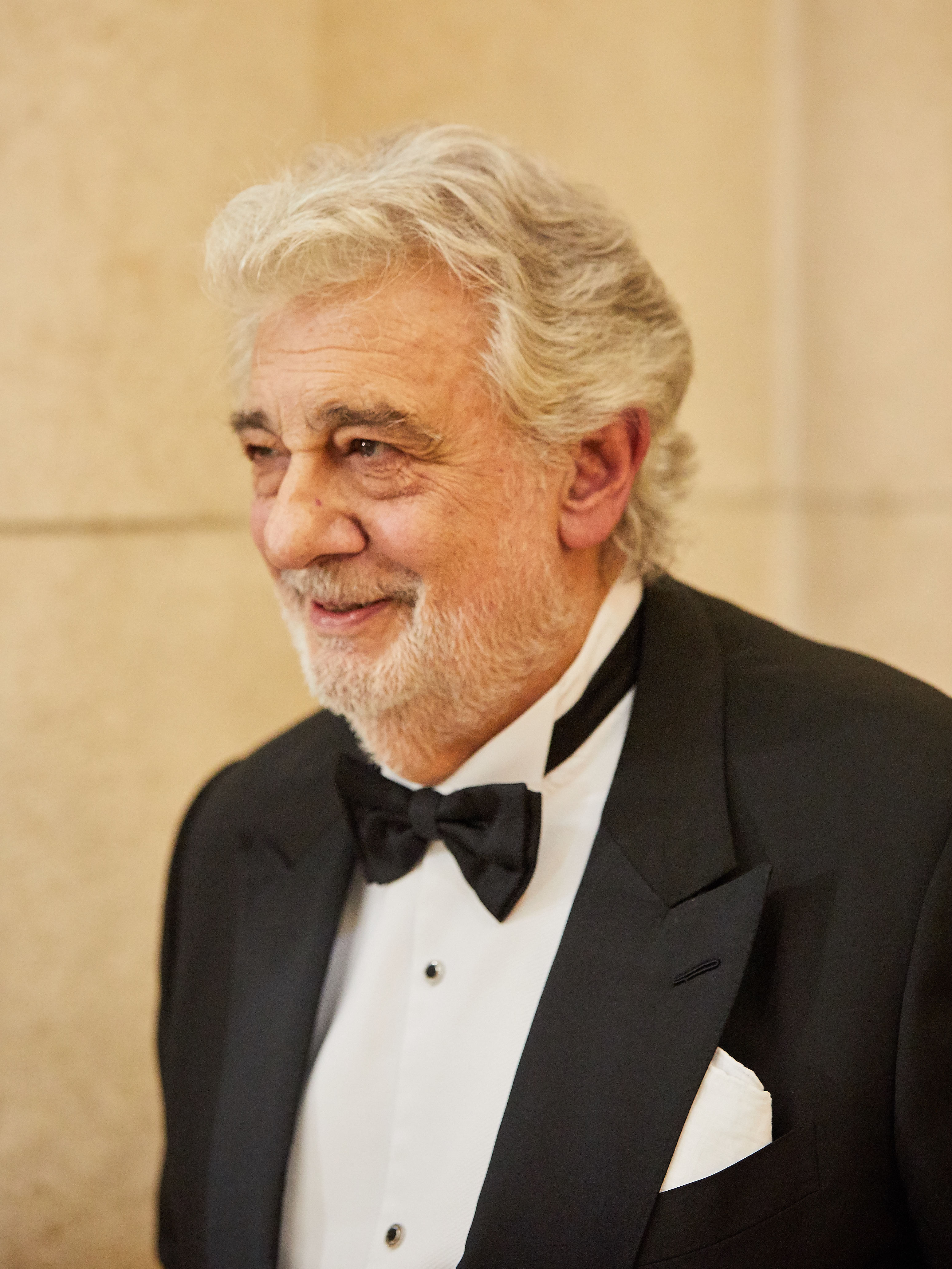
Plácido Domingo, fundador de Operalia

Operalia, The World Opera Competition es una competición musical internacional para jóvenes cantantes de ópera que se celebra cada año. Fundada en 1993 por el renombrado tenor Plácido Domingo, la competición ha servido para lanzar la carrera de varios artistas destacados. 

## Sedes
| Año  | Ciudad            | Teatro                                       |
| ---- | ----------------- | -------------------------------------------- |
| 1993 | París             | Ópera Garnier                                |
| 1994 | Ciudad de México  | Estudios de Televisa San Ángel               |
| 1995 | Madrid            | Teatro de la Zarzuela                        |
| 1996 | Burdeos           | Grand Théâtre                                |
| 1997 | Tokio             | kani Hoken Hall                              |
| 1998 | Hamburgo          | Musikhalle                                   |
| 1999 | San Juan          | Centro de Bellas Artes, Luis A. Ferre        |
| 2000 | Los Ángeles       | Royce Hall                                   |
| 2001 | Washington D. C.  | Lisner Auditorium                            |
| 2002 | París             | Théâtre du Châtelet                          |
| 2003 | Lago de Constanza | Lago de Constanza                            |
| 2004 | Los Ángeles       | Dorothy Chandler Pavillion                   |
| 2005 | Madrid            | Teatro Real (Madrid)                         |
| 2006 | Valencia          | Palau de les Arts Reina Sofía                |
| 2007 | París             | Théâtre du Châtelet                          |
| 2008 | Quebec            | Palais Montcalm, Grand Théâtre de Québec     |
| 2009 | PécsyBudapest     | Pécs National Theatre, Hungarian State Opera |
| 2010 | Milán             | Teatro ''alla'' Scala                        |
| 2011 | Moscú             | Teatro Nemirovich-Danchenko                  |
| 2012 | Pekín             | Gran Teatro Nacional de China                |
| 2013 | Verona            | Teatro Filarmonico                           |
| 2014 | Los Ángeles       | Dorothy Chandler Pavillion                   |
| 2015 | Londres           | Royal Opera House                            |
| 2016 | Guadalajara       | Teatro Degollado                             |
| 2017 | Astaná            | Astana Opera                                 |
| 2018 | Lisboa            | Teatro Nacional de São Carlos                |
| 2019 | Praga             | Teatro Nacional de Praga                     |
| 2021 | Moscú             | Teatro Bolshoi                               |
| 2022 | Riga              | Ópera Nacional                               |

## Lista de ganadores
| Artista                      | Tipo de voz   | País                | Premio                              | Año y Lugar            |
| ---------------------------- | ------------- | ------------------- | ----------------------------------- | ---------------------- |
| Simone Alberghini            | bajo          | Italia              | ganador                             | 1994, México           |
| Marií Teresa Alberola Banuls | soprano       | España              | 3.er puesto - premio Zarzuela       | 2006, Valencia         |
| Kate Aldrich                 | mezzo-soprano | Estados Unidos      | CulturArte - Puerto Rico            | 2002, París            |
| Orlin Anastassov             | bajo          | Bulgaria            | 1.er premio                         | 1999, Puerto Rico      |
| Sébastien Guèze              | tenor         | France              | 2º puesto - Audiencia               | 2006, Valencia         |
| Konstyantyn Andreyev         | tenor         | Ucrania             | 3.er puesto - Zarzuela              | 2000, Los Ángeles      |
| Thiago Arancam               | tenor         | Brasil              | 2º puesto - Zarzuela - Audiencia    | 2008, Quebec           |
| Oxana Arkaeva                | soprano       | Ucrania             | ganadora                            | 1994, México           |
| Ainhoa Arteta                | soprano       | España              | ganadora - Audiencia                | 1993, París            |
| Brian Asawa                  | contra-tenor  | Estados Unidos      | ganador                             | 1994, México           |
| Jae Chul Bae                 | tenor         | Corea del sur       | CulturArte                          | 1998, Hamburgo         |
| Isabel Bayrakdarian          | soprano       | Canadá              | 1.er puesto- Zarzuela               | 2000, Los Ángeles      |
| Vitaly Bilyy                 | barítono      | Ucrania             | 4º puesto                           | 2004, Los Ángeles      |
| David Bizic                  | bajo-barítono | Serbia / Israel     | 2º puesto                           | 2007, París            |
| Andrei Breous                | barítono      | Israel              | Russie Zarzuela                     | 2000, Los Ángeles      |
| Joseph Calleja               | tenor         | Malta               | CulturArte                          | 1999, Puerto Rico      |
| Mariola Cantarero            | soprano       | España              | Zarzuela                            | 1999, Puerto Rico      |
| Marco Caria                  | barítono      | Italia              | 2º puesto - Audiencia               | 2007, París            |
| Mario Cassi                  | barítono      | Italia              | Zarzuela                            | 2003, Bodensee         |
| Arturo Chacón                | tenor         | México              | Zarzuela - CulturArte               | 2005, Madrid           |
| Jennifer Check               | soprano       | Estados Unidos      | Zarzuela                            | 2003, Bodensee         |
| Carlos Cosias                | tenor         | España              | Zarzuela                            | 1998, Hamburgo         |
| José Cura                    | tenor         | Argentina           | ganador - Audiencia                 | 1994, México           |
| Adriana Damato               | soprano       | Italia              | 1.er puesto                         | 2003, Bodensee         |
| Maya Daskuk                  | soprano       | Rusia               | 3.er puesto                         | 2001, Washington       |
| Stéphane Degout              | barítono      | Francia             | 2º puesto                           | 2002, París            |
| Maria Cecilia Diaz           | mezzo-soprano | Argentina           | ganadora                            | 1994, México           |
| Joyce DiDonato               | mezzo-soprano | Estados Unidos      | 2º puesto                           | 1998, Hamburgo         |
| Kinga Dobay                  | mezzo-soprano | Alemania            | Zarzuela                            | 2005, Madrid           |
| Andion Fernández             | soprano       | España              | Zarzuela                            | 1998, Hamburgo         |
| Giuseppe Filianoti           | tenor         | Italia              | 2º puesto                           | 1999, Puerto Rico      |
| Maria Fontosh                | soprano       | Rusia               | 3.er puesto                         | 2002, París            |
| Bruce Fowler                 | tenor         | Estados Unidos      | ganador                             | 1994, México           |
| Elizabeth Futral             | soprano       | Estados Unidos      | 2º puesto                           | 1995, Madrid           |
| Aurelio Gabaldon             | tenor         | España              | Zarzuela                            | 2007, París            |
| Antonio Gandia               | tenor         | España              | Zarzuela                            | 2001, Washington       |
| Jesus G                      | tenor         | Estados Unidos      | 3.er puesto                         | 2003, Bodensee         |
| Eugenia Garza                | soprano       | México              | Zarzuela                            | 2001, Washington       |
| Oziel Garza-Ornelas          | barítono      | México              | Zarzuela                            | 1996, Burdeos          |
| Carmen Giannattasio          | soprano       | Italia              | 1.er puesto                         | 2002, París            |
| Rachele Gilmore              | soprano       | Estados Unidos      | Zarzuela                            | 2007, París            |
| Giuseppe Gipali              | tenor         | Albania             | 2º puesto                           | 2003, Bodensee         |
| Nancy Herrera                | mezzo-soprano | España              | Zarzuela                            | 1996, Burdeos          |
| He Hui                       | soprano       | China               | 2º puesto                           | 2000, Los Ángeles      |
| Carla Maria Izzo             | soprano       | Italia              | 1º puesto - Audiencia               | 1997, Tokio            |
| Maria Jooste                 | soprano       | Sudáfrica           | 4º puesto                           | 2004, Los Ángeles      |
| Joseph Kaiser                | tenor         | Canadá              | 2º puesto                           | 2005, Madrid           |
| Hyoung-Kyoo Kang             | barítono      | Corea del Sur       | 2º puesto                           | 2001, Washington       |
| María Katzarava              | soprano       | México              | 1.er puesto - Zarzuela              | 2008, Quebec           |
| Ketevan Kemoklidze           | mezzo-soprano | Georgia             | Zarzuela                            | 2008, Quebec           |
| Jae Hyoung Kim               | tenor         | Corea del Sur       | Zarzuela                            | 2002, París            |
| Sung Eun Kim                 | soprano       | Corea del sur       | 1.er premio                         | 1995, Madrid           |
| Woo Kyung Kim                | tenor         | Corea del sur       | 1.er puesto                         | 2004, Los Ángeles      |
| Anna Kiknadze                | mezzo-soprano | Georgia             | Zarzuela                            | 2002, París            |
| Arnold Kocharyan             | barítono      | Armenia             | Zarzuela                            | 2000, Los Ángeles      |
| Dmitry Korchak               | tenor         | Rusia               | 4º puesto - Zarzuela                | 2004, Los Ángeles      |
| Maija Kovalevska             | soprano       | Letonia             | 1.er puesto                         | 2006, Valencia         |
| Nataliya Kovalova            | soprano       | Ucrania             | 2º puesto - Audiencia               | 2004, Los Ángeles      |
| Vitalij Kowaljow             | bajo          | Ucrania             | CulturArte                          | 1999, Puerto Rico      |
| Oksana Kramaryeva            | soprano       | Ucrania             | 2º puesto - Audiencia               | 2008, Quebec           |
| Vasily Ladyuk                | barítono      | Rusia               | 1.er puesto                         | 2005, Madrid           |
| Valeriano Lanchas            | bajo          | Colombia            | Zarzuela                            | 2001, Washington       |
| Joshua Langston Hopkins      | barítono      | Canadá              | 3.er puesto                         | 2005, Madrid           |
| Ekaterina Lekhina            | soprano       | Rusia               | 1.er puesto                         | 2007, París            |
| Chang Yong Liao              | barítono      | China               | 1.er puesto                         | 1997, Tokio            |
| David Lomeli                 | tenor         | México              | 1.er puesto - Ópera - Zarzuela      | 2006, Valencia         |
| Israel Lozano                | tenor         | España              | 3.er puesto - Zarzuela - Audiencia  | 2003, Bodensee         |
| Irina Lungu                  | soprano       | Rusia               | CulturArte                          | 2004, Los Ángeles      |
| Aquiles Machado              | tenor         | Venezuela           | 2º puesto - Zarzuela                | 1997, Tokio            |
| Elena Manistina              | mezzo-soprano | Rusia               | 1.er puesto                         | 2002, París            |
| Ana Maria Martinez           | soprano       | Estados Unidos      | Zarzuela                            | 1995, Madrid           |
| Elisaveta Martirosyan        | soprano       | Georgia             | Audiencia                           | 2001, Washington       |
| John Matz                    | tenor         | Estados Unidos      | 2º puesto - Zarzuela                | 2002, París            |
| David Menéndez Díaz          | barítono      | España              | 3.er puesto                         | 2005, Madrid           |
| Carlos Moreno                | tenor         | España              | 3.er puesto                         | 1996, Burdeos          |
| Maki Mori                    | soprano       | Japón               | 3.er puesto                         | 1998, Hamburgo         |
| Inva Mula                    | soprano       | Albania             | ganadora                            | 1993, París            |
| Lasha Nikabadze              | tenor         | Georgia             | CulturArte                          | 2001, Washington       |
| Carmen Oprisanu              | mezzo-soprano | Rumania             | 3.er puesto                         | 1995, Madrid           |
| Lisette Oropesa              | soprano       | Estados Unidos      | 3.er puesto - Zarzuela              | 2007, París            |
| John Osborn                  | tenor         | Estados Unidos      | 1.er puesto                         | 1996, Burdeos          |
| Eric Owens                   | bajo          | Estados Unidos      | 2º puesto                           | 1996, Burdeos          |
| Phyllis Pancella             | mezzo-soprano | Estados Unidos      | 2º puesto                           | 1996, Burdeos          |
| Olga Peretyatko              | soprano       | Rusia               | 2º puesto                           | 2007, París            |
| Ailyn Perez                  | soprano       | Estados Unidos      | 2º puesto                           | 2006, Valencia         |
| Jossie Perez                 | mezzo-soprano | Estados Unidos      | Zarzuela                            | 2001, Washington       |
| Mikhail Petrenko             | bajo          | Rusia               | 4º puesto                           | 2004, Los Ángeles      |
| Susanna Phillips             | soprano       | Estados Unidos      | 1.er puesto - Audience              | 2005, Madrid           |
| Robert Pomakov               | bajo          | Canadá              | 3.er puesto                         | 2000, Los Ángeles      |
| Dmytro Popov                 | tenor         | Ucrania             | 2º puesto                           | 2007, París            |
| Joel Prieto                  | tenor         | España/ Puerto Rico | 1.er puesto - Zarzuela - CulturArte | 2008, Quebec           |
| Sabina Puértolas             | soprano       | España              | Zarzuela                            | 2003, Bodensee         |
| Diogenes Randes              | bajo          | Brasil              | 2º puesto                           | 2005, Madrid           |
| Alessandra Rezza             | soprano       | Italia              | 2º puesto                           | 2001, Washington       |
| Angel Rodríguez Rivero       | tenor         | España              | Zarzuela                            | 1997, Tokio            |
| Rafael Rojas                 | tenor         | México              | Zarzuela                            | 1995, Madrid           |
| Trevor Scheunemann           | barítono      | Estados Unidos      | 3.er puesto                         | 2006, Valencia         |
| Erwin Schrott                | bajo          | Uruguay             | 1º puesto - Audience                | 1998, Hamburgo         |
| Carine Sechehaye             | mezzo-soprano | Suiza               | Zarzuela                            | 2007, París            |
| Jung Hack Seo                | barítono      | Corea del sur       | 2º puesto                           | 1997, Tokio            |
| In-Sung Sim                  | barítono      | Corea del sur       | Zarzuela                            | 2004, Los Ángeles      |
| Daniil Shtoda                | tenor         | Rusia               | 2º puesto                           | 2000, Los Ángeles      |
| Carmen Solis González        | soprano       | España              | CulturArte                          | 2007, París            |
| Nina Stemme                  | mezzo-soprano | Suecia              | ganadora                            | 1993, París            |
| Xiu Wei Sun                  | soprano       | China               | 3.er puesto                         | 1997, Tokio            |
| Karoly Szemeredy             | barítono      | Hungría             | 3.er puesto                         | 2008, Quebec           |
| Lynette Tapia                | soprano       | Estados Unidos      | 1.er puesto - Audiencia             | 1996, Burdeos          |
| Masako Teshima               | mezzo-soprano | Japón               | ganador                             | 1994, Ciudad de México |
| Ludovic Tezier               | barítono      | Francia             | 2º puesto                           | 1998, Hamburgo         |
| Dimitra Theodossiou          | soprano       | Grecia              | 2º puesto - Audiencia               | 1995, Madrid           |
| Virginia Tola                | soprano       | Argentina           | Zarzuela - Audiencia                | 2000, Los Ángeles      |
| Rolando Villazón             | tenor         | México              | 2º puesto - Audiencia - Zarzuela    | 1999, Puerto Rico      |
| Vittorio Vitelli             | barítono      | Italia              | 3.er puesto                         | 1996, Burdeos          |
| Dimitry Voropaev             | tenor         | Rusia               | 3.er puesto                         | 2004, Los Ángeles      |
| Karen Vuong                  | soprano       | Estados Unidos      | CulturArte                          | 2006, Valencia         |
| Yali-Marie Williams          | soprano       | Puerto Rico         | 3.er puesto                         | 1999, Puerto Rico      |
| Elena Xanthoudakis           | soprano       | Grecia/ Australia   | 3.er puesto                         | 2008, Quebec           |
| Guang Yang                   | mezzo-soprano | China               | 1.er puesto                         | 2001, Washington       |
| Tae Joong Yang               | barítono      | Corea del sur       | 1.er puesto                         | 2007, París            |
| Kwangchul Youn               | bajo          | Corea del sur       | ganador                             | 1993, París            |
| Miguel Ángel Zapater         | bajo          | España              | 1.er puesto                         | 1995, Madrid           |
| Aida Garifullina             | Soprano       | Rusia               | 1.er puesto                         | 2013, Verona           |
| Simone Piazzola              | Barítono      | Italia              | 2º puesto- Audiencia                | 2013, Verona           |
| Levy Sekgapane               | Tenor         | Sudáfrica           | 1.er puesto                         | 2017, Astaná           |
| Xabier Anduaga               | Tenor         | España              | 1.er puesto - Zarzuela              | 2019, Praga            |
| Ivan Ayon-Rivas              | Tenor         | Perú                | 1.er puesto - Zarzuela - Audiencia  | 2021, Moscú            |